# غريتشين روبين
غريتشين روبين (بالإنجليزية: Gretchen Rubin)‏ هي مدونة ومؤلفة أمريكية، ولدت في 1966 في كانساس سيتي في الولايات المتحدة.

## وصلات خارجية
- الموقع الرسمي
- غريتشين روبين على موقع IMDb (الإنجليزية)